# Суммирующая машина
Суммирующая машина — механическая вычислительная машина, автоматически суммирующая числа, вводимые в неё оператором. В отличие от арифмометров, в которых также механизировано умножение и деление, в суммирующих машинах основная функция — сложение чисел.
Суммирующие машины бывают двух типов — незаписывающие (отображающие результаты вычисления с помощью поворота цифровых колёс) и записывающие (печатающие ответ на ленте или на листе бумаги).

## Незаписывающие
К незаписывающим машинам относятся машины марки Comptometer и ряд более примитивных машин. Они сравнительно дёшевы, удобны в работе, но обычно имеют мало дополнительных функций. Отличительная особенность большинства незаписывающих машин — параллельный ввод разрядов числа с помощью рычагов или клавиатуры с несколькими столбцами.
Одной из самых простых машин такого типа является Resulta.
Существуют предельно простые карманные суммирующие машины без параллельного ввода. Простейшая из них — реечная (счислитель Куммера). Также бывают карманные машины дисковой и цепной схемы.

## Записывающие
В записывающую машину числа обычно вводятся последовательно, с помощью десятиклавишной клавиатуры (как на современном калькуляторе); чаще всего такие машины двухпериодные[неизвестный термин] (эта особенность связана с большой массой печатающего устройства, которое было бы тяжело приводить в работу усилием нажимающих на клавиши пальцев).
Записывающие машины были распространены шире, чем незаписывающие. Часто их снабжали электроприводом и дополнительными узлами автоматики.
Несмотря на разнообразие моделей, символьное обозначение (как нанесённое на клавиатуру, так и печатаемое на ленте) выполняемых машинами операций было вполне стандартизовано.
В качестве примера высокоавтоматизированной записывающей машины можно привести «Precisa 164-12».
Записывающие вычислительные машины с функцией умножения (арифмометры) называли также арифмографами.

## Устройство
Простейшая суммирующая машина состоит из счётчика и цифронаборника. Колёса или цепи цифронаборника жёстко связаны с соответствующими колёсами счётчика.
Чтобы прибавить 500, надо поставить штырь на цифронаборник в разряд сотен около цифры 5 и провести до упора вниз. Тогда на соответствующем колесе добавится 5 единиц. Перенос будет совершён автоматически.
С подобной конструкцией надлежит работать одной рукой: если правая рука совершит перенос, затрагивающий левую, возможно заклинивание или ошибка в вычислениях. Существуют рычажные системы переноса, свободные от этого недостатка; они обязательны в настоящих профессиональных суммирующих машинах — за счёт возможности работы обеими руками эффективность вычислений на них может быть выше, чем на электронных калькуляторах; такие устройства применялись вплоть до 1990-х годов.

## История
Вероятно первое суммирующее устройство (являющееся также арифмометром) создал в 1623 году Вильгельм Шиккард — считается, что было построено два экземпляра его шестиразрядных считающих часов, однако уничтоженных в пожарах в 1635 году. В 1960 году устройство было воссоздано по чертежам, но его пришлось существенно доработать, в связи с чем приоритет Шиккарда в создании функциональной машины под вопросом. Суммирующие машины Паскаля («Паскалины»), первые варианты которых построены в 1642 году, дошли до наших дней и способны выполнять шестиразрядные операции сложения.
В 1850-х годах Пафнутий Чебышёв создал первый суммирующий прибор непрерывного действия, представив его в 1876 году на V сессии Французской ассоциации содействия преуспеванию наук «Суммирующая машина с непрерывным движением». Один из первых экземпляров суммирующей машины Чебышева сохранился в Санкт-Петербурге — это 10-разрядная суммирующая машина с непрерывной передачей десятков. В машине с прорывной (дискретной) передачей колесо высшего разряда продвигается сразу на одно деление, в то время как колесо низшего разряда переходит с 9 на 0. При непрерывной передаче десятков соседнее колесо (а вместе с ним и все остальные) постепенно поворачивается на одно деление, пока колесо младшего разряда совершает один оборот. Чебышёв достигает этого применением планетарной передачи. Следующими этапами работы Чебышёва явились постройка новой модели суммирующей машины и передача её в 1878 году в Парижский музей искусств и ремёсел, а затем создание множительно-делительной приставки к суммирующей машине, переводящей машину в категорию арифмометров (эта приставка также была передана в музей в Париже в 1881 году).
21 августа 1888 года Уильям Берроуз получил патент на клавишную суммирующую машину; впоследствии основал American Arithmometer Company, которая позже стала Burroughs Corporation — одним из ключевых производителей суммирующих машин и в дальнейшем электронной вычислительной техники.